# Jenny Mensing
Jenny Mensing (Berlijn, 26 februari 1986) is een Duitse zwemster. Ze vertegenwoordigde haar vaderland op de Olympische Zomerspelen 2012 in Londen.

## Carrière
Bij haar internationale debuut, op de Europese kampioenschappen kortebaanzwemmen 2004 in Wenen, strandde Mensing in de series van de 200 meter rugslag. Tijdens de Europese kampioenschappen kortebaanzwemmen 2006 in Helsinki eindigde de Duitse als zevende op de 200 meter rugslag, op de 50 meter rugslag werd ze uitgeschakeld in de halve finales en op de 100 meter rugslag kwam ze niet verder dan de series. Op de Europese kampioenschappen kortebaanzwemmen 2007 in Debrecen eindigde Mensing als achtste op de 200 meter rugslag.

### 2009-heden
In Istanboel nam de Duitse deel aan de Europese kampioenschappen kortebaanzwemmen 2009, op dit toernooi veroverde ze de zilveren medaille op de 200 meter rugslag.
Tijdens de Europese kampioenschappen zwemmen 2010 in Boedapest sleepte Mensing de bronzen medaille in de wacht op 100 meter rugslag, daarnaast eindigde ze als vierde op de 200 meter rugslag. Op de 4x100 meter wisselslag legde ze samen met Caroline Ruhnau, Daniela Samulski en Silke Lippok beslag op de bronzen medaille. Op de Europese kampioenschappen kortebaanzwemmen 2010 in Eindhoven eindigde de Duitse als achtste op de 100 meter rugslag, op de 200 meter rugslag strandde ze in de series. Samen met Dorothea Brandt, Lisa Vitting en Britta Steffen veroverde ze de zilveren medaille op de 4x50 meter wisselslag.
In Shanghai nam Mensing deel aan de wereldkampioenschappen zwemmen 2011. Op dit toernooi werd ze uitgeschakeld in de halve finales van de 50 meter rugslag en in de series van zowel de 100 als de 200 meter rugslag. Op de 4x100 meter wisselslag werd ze samen met Sarah Poewe, Sina Sutter en Daniela Schreiber gediskwalificeerd in de finale. Tijdens de Europese kampioenschappen kortebaanzwemmen 2011 in Szczecin eindigde de Duitse als vierde op de 200 meter rugslag, daarnaast strandde ze in de series van zowel de 50 als de 100 meter rugslag. Samen met Dorothea Brandt, Doris Eichhorn en Britta Steffen werd ze gediskwalificeerd in de finale van de 4x50 meter wisselslag.
Op de Europese kampioenschappen zwemmen 2012 in Debrecen veroverde Mensing de gouden medaille op de 100 meter rugslag en de zilveren medaille op de 200 meter rugslag, op de 50 meter rugslag eindigde ze op de vierde plaats. Op de 4x100 meter wisselslag werd ze samen met Sarah Poewe, Alexandra Wenk en Britta Steffen Europees kampioen. In Londen nam de Duitse deel aan de Olympische Zomerspelen van 2012. Op dit toernooi werd ze uitgeschakeld in de halve finales van de 200 meter rugslag en in de series van de 100 meter rugslag, samen met Sarah Poewe, Alexandra Wenk en Britta Steffen strandde ze in de series van de 4x100 meter wisselslag. Tijdens de wereldkampioenschappen kortebaanzwemmen 2012 in Istanboel werd Mensing uitgeschakeld in de series van zowel de 100 als de 200 meter rugslag, op de 4x100 meter wisselslag eindigde ze samen met Caroline Ruhnau, Paulina Schmiedel en Britta Steffen op de achtste plaats.

## Internationale toernooien
| Jaar | Olympische Spelen                                      | WK langebaan                                                           | WK kortebaan                                           | EK langebaan                                                     | EK kortebaan                                                         |
| ---- | ------------------------------------------------------ | ---------------------------------------------------------------------- | ------------------------------------------------------ | ---------------------------------------------------------------- | -------------------------------------------------------------------- |
| 2004 | geen deelname                                          |                                                                        | geen deelname                                          | geen deelname                                                    | 13e 200m rugslag                                                     |
| 2005 |                                                        | geen deelname                                                          |                                                        |                                                                  | geen deelname                                                        |
| 2006 |                                                        |                                                                        | geen deelname                                          | geen deelname                                                    | 12e 50m rugslag 17e 100m rugslag 7e 200m rugslag                     |
| 2007 |                                                        | geen deelname                                                          |                                                        |                                                                  | 8e 200m rugslag                                                      |
| 2008 | geen deelname                                          |                                                                        | geen deelname                                          | geen deelname                                                    | geen deelname                                                        |
| 2009 |                                                        | geen deelname                                                          |                                                        |                                                                  | 200m rugslag                                                         |
| 2010 |                                                        |                                                                        | geen deelname                                          | 100m rugslag · 4e 200m rugslag · 4x100m wisselslag               | 8e 100m rugslag · 10e 200m rugslag · 4x50m wisselslag                |
| 2011 |                                                        | 15e 50m rugslag 21e 100m rugslag 20e 200m rugslag DQ 4x100m wisselslag |                                                        |                                                                  | 19e 50m rugslag 14e 100m rugslag 4e 200m rugslag DQ 4x50m wisselslag |
| 2012 | 21e 100m rugslag 15e 200m rugslag 9e 4x100m wisselslag |                                                                        | 25e 100m rugslag 13e 200m rugslag 8e 4x100m wisselslag | 4e 50m rugslag · 100m rugslag · 200m rugslag · 4x100m wisselslag | geen deelname                                                        |

## Persoonlijke records
Bijgewerkt tot en met 25 juni 2011
Kortebaan
| Afstand      | Tijd    | Datum            | Plaats    |
| ------------ | ------- | ---------------- | --------- |
| 50m rugslag  | 27,76   | 2 februari 2013  | Mainz     |
| 100m rugslag | 58,97   | 25 november 2012 | Wuppertal |
| 200m rugslag | 2.03,00 | 6 december 2009  | Wuppertal |

Langebaan
| Afstand      | Tijd    | Datum        | Plaats  |
| ------------ | ------- | ------------ | ------- |
| 50m rugslag  | 28,31   | 25 juni 2011 | Parijs  |
| 100m rugslag | 59,85   | 13 mei 2012  | Berlijn |
| 200m rugslag | 2.08,30 | 12 mei 2012  | Berlijn |